# جيمس دوغلاس (عازف الأرغن)
جيمس دوغلاس (بالإنجليزية: James Douglas)‏ هو عازف الأرغن وملحن بريطاني، ولد في 1932.